# Vorgabepartie
Bei einer Vorgabepartie im Schach wird dem schwächeren Spieler ein vorher festgelegtes materielles Übergewicht oder ein spezieller Anzugsvorteil überlassen. Damit soll die unterschiedliche Spielstärke der Kontrahenten ausgeglichen werden. Daneben besteht die Möglichkeit einer Zeitvorgabe durch unterschiedliche Einstellung der Bedenkzeit.
Vorgabepartien waren im 18. und 19. Jahrhundert populär, als Schach häufig um Wetteinsätze gespielt wurde. Daher wurde eine Methode benötigt, die aus Sicht des schwächeren Spielers den Anreiz für solche Begegnungen erhöhte. Seither hat das Spiel mit Vorgaben beim Schach an Bedeutung verloren. Das Grundprinzip kommt auch in anderen Brettspielen zur Anwendung. So werden Spielvorgaben insbesondere beim Go eingesetzt.

## Vorgabestufen
|   | a | b | c | d | e | f | g | h |   |
| 8 |   |   |   |   |   |   |   |   | 8 |
| 7 |   |   |   |   |   |   |   |   | 7 |
| 6 |   |   |   |   |   |   |   |   | 6 |
| 5 |   |   |   |   |   |   |   |   | 5 |
| 4 |   |   |   |   |   |   |   |   | 4 |
| 3 |   |   |   |   |   |   |   |   | 3 |
| 2 |   |   |   |   |   |   |   |   | 2 |
| 1 |   |   |   |   |   |   |   |   | 1 |
|   | a | b | c | d | e | f | g | h |   |

Vorgabepartie mit Bauer und Zug
Bis zur Mitte des 19. Jahrhunderts hatte sich ein Stufensystem etabliert, welches die Schachspieler grob in Klassen einteilte. Damit wurde teilweise eine Funktion der heutigen Elo-Zahl erfüllt, indem die Spieler in einer Zeit ohne Schachturniere eine Möglichkeit besaßen, ihre Spielstärke gegenseitig zu beurteilen. Die bekanntesten Stufen lauteten:
- Bauernvorgabe:[1]
  - Bauer und Zug: Der schwächere Spieler hat Weiß, Schwarz spielt ohne den Bauer f7.
  - Bauer und zwei Züge: In diesem Fall darf Weiß mit zwei Zügen beginnen, Schwarz spielt ohne Bauer f7.
- Springervorgabe: Der stärkere Spieler hat Weiß und spielt ohne den Damenspringer b1.
- Turmvorgabe: Der stärkere Spieler hat Weiß und spielt ohne den Damenturm a1 (teilweise durfte Weiß den a-Bauer ein Feld vorrücken).
- Damenvorgabe: Weiß spielt ohne Dame. Diese Anfängerstufe besaß kaum praktische Bedeutung.

Das System war nicht als fix zu betrachten, es gab zahlreiche Abweichungen bei den Stufen. So bestand die zusätzliche Option, mehr als zwei Anfangszüge vorzugeben (bei den freien Zügen durfte die Mitte des Brettes nicht überschritten werden) oder eine Vorgabe von Turm und Springer einzuräumen. Auch das Blindschach kann als eine Sonderform des Vorgabespiels betrachtet werden.
Wenn ein Spieler, dem ein Turm vorgegeben wurde, gegen den stärkeren Spieler mehrmals gewann, rückte er in die nächste Kategorie mit Springervorgabe auf usw. In der höchsten Stufe trat er gegen einen Meister ohne Vorgabe an. Auffällig ist das Phänomen, dass einige Meister sich ganz auf das Vorgabespiel konzentrierten. Ein berühmter Fall ist Alexandre Deschapelles, der so weit ging, das Spiel ohne Vorgaben bis auf seltene Ausnahmen abzulehnen.
Formal entsprechen die Stufen des Vorgabespiels jeweils einer eigenständigen Schachvariante, wobei außer der geänderten Anfangsstellung und ggfs. dem Recht für Weiß, zu Beginn mehrere Züge in Folge zu machen, alle Schachregeln in Kraft bleiben.
Die Frage, ob ohne den Turm das Recht zur Rochade entfällt oder nicht, war umstritten. Die Möglichkeit eines Königssprungs von e1 nach c1 (bei Vorgabe des Damenturms) wurde jedoch von Autoritäten wie Howard Staunton und dem Handbuch des Schachspiels als Verstoß gegen die Schachregeln abgelehnt. Die Fragwürdigkeit der Sonderregel bestätigt eine Anekdote aus dem 19. Jahrhundert. Ein Meister erklärte seinem verblüfften Gegner den Zug Ke1–c1 damit, dass er mit dem „Geist“ seines Turms rochiere. In der nächsten Partie zog Schwarz scheinbar sinnlos Lg7–a1 und zurück. Als Weiß Ke1–c1 zog, reklamierte sein Gegner, dass er den Geist des Turms verspeist habe. Noch bis ins 20. Jahrhundert lässt sich der Streit verfolgen. So behalf sich ein Leser 1916 in der Schachzeitschrift Chess Amateur mit dem Argument, der „Königssprung“ habe bereits vor Einführung der Rochade existiert. Ein anderer Leser fasste die Gegenposition mit dem Wortspiel you can't castle without a castle zusammen (man könne nicht ohne Turm rochieren, wobei „castle“ hier sowohl für Turm bzw. Festung und Rochade steht).

## Rückgang der Vorgabepartien
Die Praxis der Vorgabepartien war jahrhundertelang so verbreitet, dass die Lehrbücher Abschnitte zum Vorgabespiel mit Hinweisen zu besonderen Eröffnungen enthielten.
In der zweiten Hälfte des 19. Jahrhunderts setzte jedoch ein Rückgang der Vorgabepartien ein. Die Gründe hierfür sind vielfältig. In erster Linie verloren die Schachmeister das Interesse daran, teilweise weil sich die Niveauunterschiede zwischen den Spielern abzuschwächen begannen und genügend Spielpartner der eigenen Leistungsstärke zur Verfügung standen. Daneben spielte das wachsende Interesse der Amateure an der modernen Eröffnungsliteratur eine Rolle. Außerdem setzte sich die Auffassung durch, dass die besonderen Strategien bei den Vorgabepartien – das vielfach inkorrekte „Verwickeln“ durch den Vorgabespieler und das angestrebte Abtauschen der Figuren durch den Spieler, der die Vorgabe erhält – sich nicht eignen, um die eigene Spieltechnik zu verbessern. Jedenfalls geriet das Vorgabespiel mehr und mehr aus der Mode, ohne deshalb aber ganz aus dem Schach zu verschwinden.

## Computerschach
In neuester Zeit ist eine Renaissance von Vorgabepartien in Wettkämpfen zwischen Schachprogrammen und menschlichen Spielern zu beobachten, da erstere sich zunehmend als überlegen im Kampf Mensch gegen Maschine erweisen. Im März 2007 spielte das Programm Rybka ein Match über acht Partien gegen Jaan Ehlvest, bei dem Rybka jeweils mit Weiß einen Bauern vorgab und mit 5,5-2,5 gewann. Vier Monate später trat der estnische Großmeister erneut gegen Rybka an. Nunmehr hatte er in allen Partien Weiß, und das Eröffnungsbuch des Programms wurde auf drei Züge begrenzt. Dieser Kampf endete 4,5-1,5 zugunsten von Rybka. Im August 2007 gewann Rybka schließlich ein Match mit Bauernvorgabe gegen den amerikanischen Großmeister Joel Benjamin mit 4,5-3,5. Das Programm spielte in diesem Fall abwechselnd mit Weiß und Schwarz.

## Zeit-Handicap
Im modernen Schach kommt anstelle der historischen Formen manchmal ein Zeit-Handicap zur Anwendung, und zwar ausschließlich in Blitzpartien. Der stärkere Spieler bekommt dann eine oder mehrere Minuten weniger zur Verfügung.